# 宋大中
宋大中（？年—？年），直隷廣平府磁州人，由乾隆五十三年戊申恩科舉人，辛酉大挑一等以知縣用，嘉慶十一年十月署四川順慶府岳池縣知縣。是一位政治人物，明清時曾在四川順慶府岳池縣（位於今四川東北部，武周萬歲通天二年分南充、相如二縣置，是一個千年古縣）擔任官吏。